# Айсарин, Абдрахман Кошерулы
Абдрахман Кошерулы Айсарин (каз. Әбдірахман Айсарин, 1898, аул Шога, Аккусакская волость, Петропавловский уезд, Акмолинская область — 1938) — казахский писатель и публицист.

## Биография
Учился в медресе «Уазифа» в Троицке (1916—1918). В 1919 году окончил курсы аульных учителей.
В 1919—1921 годах работал в газетах «Ұшқын», «Еңбек туы» (Оренбург), в Петропавловском уездном народном суде, 1926—1932 — в газете «Бостандык туы», «Кеңес ауылы», «Еңбекші қазақ». В 1932—1937 годах возглавил Петропавловское отделение Союза писателей Казахстана.